# Terril Saint Charles n°2
 (avril 2021).
Si vous disposez d'ouvrages ou d'articles de référence ou si vous connaissez des sites web de qualité traitant du thème abordé ici, merci de compléter l'article en donnant les références utiles à sa vérifiabilité et en les liant à la section « Notes et références ».
 (mai 2021).
Le terril Saint Charles no 2 se situe sur la commune de Dour en province de Hainaut.

## Histoire
Ce terril est un ancien site de charbonnage appartenant à la dernière concession minière de Ouest de Mons. Le charbonnage Ouest de Mons associé au terril, débute en 1850 et s'achève en 1925.
Sa superficie s'établit à 7,8 ha.

## Classement
Le terril Saint Charles no 2 est classé selon l'Arrêté ministériel de 1995 en catégorie A - Non exploitable.
Il fait partie d'un ensemble de sites considérés comme zone centrale du réseau écologique communal. Ce terril fait également partie du plan d'action PCDN de Dour.